# Мехуто Гонсалес, Мануэль Энрике
Мануэ́ль Энри́ке Меху́то Гонса́лес (исп. Manuel Enrique Mejuto González; род. 16 апреля 1965, Ла-Фельгера, Астурия) — испанский футбольный судья, арбитр категории ФИФА в 1999—2010 годах. С июля 2019 года — делегат футбольного клуба «Хетафе».

## Карьера

### Вне судейской деятельности
По профессии — госслужащий (бухгалтер). Свободно владеет английским языком. Хобби — чтение, музыка, кино, спортивные игры, прыжки в воду. Женат, есть сын.

### Общая характеристика
Работал на чемпионатах Испании в Терсере, Сегунде Б, Сегунде и Ла Лиге с 1987 по 2010 годы включительно. В 1993 году был признан лучшим судьёй Терсеры, в 1994 году дебютировал в Сегунде, а 16 сентября 1995 года провёл первый матч Ла Лиги. Удостаивался чести обслуживать ведущие матчи Ла Лиги, в том числе игры Эль Класико. Международную карьеру арбитра ФИФА начал в 1999 году с матча Италии и Норвегии, а первый матч в Лиге чемпионов УЕФА судил 19 сентября 2001 года. Всего в его активе три матча Кубка УЕФА и 37 матчей Лиги чемпионов УЕФА. Как судья сборных, Мехуто Гонсалес работал на Евро-2004, где судил два матча, и Евро-2008. В 2013 году занял 11-е место в рейтинге лучших футбольных судей в истории спорта по версии IFFHS.

### Судейство клубных матчей
В 2005 году Мехуто Гонсалес судил стамбульский финал Лиги чемпионов УЕФА. В Лиге чемпионов УЕФА 2006/2007 одним из известных матчей для него стал матч «Селтика» и «Манчестера Юнайтед», когда шотландский клуб победил 1:0 — на последней минуте Мехуто Гонсалес назначил пенальти в ворота шотландцев за игру рукой Шона Мелони (тот пытался заблокировать удар Криштиану Роналду), однако Артур Боруц отразил «с точки» удар Луи Саа и помог шотландскому клубу выйти в плей-офф. Также Гонсалес судил и другие встречи, в том числе с румынскими клубами, однако в большинстве случаев румынские клубы терпели неудачу в клубных встречах. Вследствие этого Мехуто Гонсалеса румынская пресса прозвала «Мистером Невезение».

### Судейство сборных
Российскому футбольному болельщику Мехуто Гонсалес знаком по работе на матче чемпионата России 16 октября 2005 года между «Спартаком» и «Зенитом», а также по судейству матча Уэльс — Россия (0:1) в 2003 году в рамках стыковых игр отбора на чемпионат Европы 2004 года. В отборе к Евро-2008 Мехуто Гонсалес судил игру сборных Италии и Шотландии на «Хэмпден Парк» 17 ноября 2007 года, которую шотландцы проиграли 1:2 и выбыли из борьбы за место на Евро-2008. После игры многие шотландские болельщики обвинили испанца в крайней субъективности: тот якобы пытался в течение матча не допустить непопадания действовавшего чемпиона мира на чемпионат Европы.
На Евро-2008 Мехуто Гонсалес прославился в матче Австрии и Германии тем, что впервые в истории чемпионатов Европы удалил с поля тренеров команд. Йоахима Лёва и Йозефа Хикерсбергера за пререкания с резервным арбитром Мехуто Гонсалес выгнал из технической зоны и велел им отправиться досматривать матч на трибуны. Пресса обеих стран возмутилась решением судьи, а австрийцы заклеймили испанца «слепым» и «бесполезным» арбитром. В то же время было известно, что технические зоны обеих команд на стадионе располагались друг к другу слишком близко, а масла в огонь подливали оба пререкавшихся друг с другом тренера: резервный арбитр, не сумевший успокоить обоих тренеров, позвал Мехуто Гонсалеса, который принял мгновенное решение удалить обоих тренеров.

### Завершение карьеры
Одну из последних игр как судья сборных он провёл 10 октября 2009 года между Швецией и Данией. 19 мая 2010 года провёл свою последнюю игру в качестве главного арбитра — финал Кубка Испании между «Севильей» и «Атлетико Мадрид» (победа «Севильи» 2:0).

## Награды
- Трофей Гурусеты[англ.], приз лучшему судье Примеры по версии газеты Marca: 2001/2002, 2002/2003, 2003/2004
- «Золотой свисток» (исп. Silbata de Oro), приз лучшему судье Сегунды (1993/1994) и Ла Лиги (2003/2004)
- Судья года в Испании по версии журнала Don Balón: 1996/1997, 1998/1999, 2002/2003, 2005/2006, 2007/2008